# Оглу, Мося Сулейманович
Мося (Моисей) Сулейманович Оглу (29 апреля 1955) — советский и российский цыганский актер театра и кино, танцор, певец. Народный артист России (2001). Представитель актёрской династии Оглу. Пришел в театр «Ромэн» в 1972 году. Его отец и дед были одними из тех, кто создавал славу театру «Ромэн».

## Биография
Моисей Оглу родился 29 апреля 1955 года в семье потомственных цыганских артистов.
С ранних лет танцевал. Затем начал серьезно петь. Его голос понравился заслуженному артисту РСФСР, исполнителю романсов и цыганских народных песен, бывшему музыкальному руководителю театра «Ромэн» , Николаю Ивановичу Эрденко, он стал заниматься с ним вокалом.

## Семья
- Отец — Сулейман Саидович Оглу, актер, балетмейстер и танцор.

- Дед — Исмаил Саидов Оглу, был одним из создателей театра «Ромэн» с начала его основания.

## Театральные работы
С 1972 года — артист цыганского театра «Ромэн». Первая роль ему досталась в спектакле «Родился я в таборе» — с одной репликой, ему надо было сказать «принимайте гостей». «А я так волновался, что перехватило горло, и пропищал, почти что в меццо-сопрано. Артисты потом смеялись, а зрителям понравилось», — вспоминал он. Стал одним из самых ярких артистов театра, занятым почти во всех спектаклях. «Артисту интересно себя пробовать. У нас шел спектакль „Четыре жениха“, и у меня там была роль свахи — да, женская роль. А в спектакле „Цыган и в Африке цыган“ я играл дряхлого деда, а было мне тогда неполных сорок лет. Всегда заманчиво получить характерную, гротескную роль, но можно и в маленькой проходной проявить себя. „Ромэн“ — это моя жизнь, все самое важное связано с театром», — говорил Моисей Оглу.
«Так бывает» — Директор
«Здравствуй, Пушкин!» — Илья Соколов
«Колокола любви» — Клопэн
«Любовь и Время. Цыганская Легенда» — Нику
«Мы — цыгане» — Пришелец, Испания, Финал
«Соколовский хор» — Илья Соколов, Петр
«Цыганская невеста» — Тамаш
"Огненные кони
«Живой труп»
«Братья»
«Четыре жениха»
«Верность»
«Отель „Табор“ 5 звёзд»
«Вожак»
«Ослеплённые»
«Большая волна Ганга»
«Золотая перина»
«Цыганка Аза»
«Табор без гитары»
«Чары»
«Цвет вишни»

## Награды
- Заслуженный артист Российской Федерации (28 сентября 1993 года) — за заслуги в области театрального искусства[1]
- Народный артист Российской Федерации (6 сентября 2001 года) — за большие заслуги в области искусства[2]
- Орден Дружбы (8 марта 2007 года) — за большой вклад в развитие театрального искусства и многолетнюю творческую деятельность[3]
- Орден Почёта (20 сентября 2016 года) — за заслуги в развитии отечественной культуры и искусства, средств массовой информации, многолетнюю плодотворную деятельность[4]